# Россиус, Андрей Александрович
Андрей Александрович Ро́ссиус (род. 5 июля 1962 года, Москва) — российский филолог-классик, исследователь проблем истории античной и ренессансной философии. Доктор филологических наук (1997), профессор кафедры классической филологии филологического факультета МГУ, её заведующий в 1996—2006 годах.

## Биография
В 1979 году поступил на международно-правовой факультет МГИМО, откуда в 1983 году перевёлся на классическое отделение филологического факультета МГУ, которое закончил в 1987 году и в том же году поступил в аспирантуру. 
С 1989 года преподаватель кафедры классической филологии филологического факультета МГУ.
В 1990 году защитил кандидатскую диссертацию «Платон: традиция и новаторство (к вопросу о жанровых особенностях критических диалогов)» (научный руководитель И. М. Нахов).
В 1996 году защитил докторскую диссертацию «Художественный мир эллинистического поэта (на материале поэмы Арата из Сол „Явления“)» (М., 1996).
С 1996 по 2006 годы возглавлял кафедру классической филологии филологического факультета МГУ. В 2006 году подал в отставку с должности заведующего кафедрой, в 2007 году уволился с филологического факультета.
Вскоре начал работать в Институте философии РАН. В период 2006—2007 гг. занялся бруноведением.
По решению Международного комитета по изданию наследия Дж. Бруно ему переданы функции главного издателя полного научного издания латинского наследия Бруно (изд. les Belles Lettres).
С 2013 года профессор кафедры истории философии факультета философии НИУ ВШЭ.
Является членом редакционного совета «Вестника древней истории». Вице-президент Российской ассоциации антиковедов. Член Научного совета Итальянского института философских исследований.
Принимал участие в многочисленных международных конференциях по классической филологии и истории философии. Автор более чем 100 научных публикаций.
В 1997 году удостоен Шуваловской премии за докторскую диссертацию «Художественный мир эллинистического поэта. (На материале поэмы Арата из Сол „Явления“)».
Был научным руководителем А. И. Любжина.

## Членство в редакционных советах
В разное время был членом редсоветов и редколлегий в следующих изданиях:
- Журнал «Phasis» (Тбилисский государственный университет, Грузия)
- Журнал «Филологические научные исследования» (Москва)
- Журнал «Философский журнал» (Институт философии РАН, Москва)
- Журнал «Международный правовой курьер» (Москва)